# ZLM Tour 2023
La ZLM Tour 2023, 34a edició de la ZLM Tour, es disputà entre el 7 i l'11 de juny de 2023 en quatre etapes i un total de 745,8 km. La cursa formava part del calendari de l'UCI ProSeries 2023, amb una categoria 2.Pro.
El vencedor final fou el neerlandès Olav Kooij (Team Jumbo-Visma), que fou acompanyat al podi per Sam Welsford i Nils Eekhoff, ambdós de l'equip Team DSM.

## Equips
L'organització convidà a prendre part en la cursa a vint equips:
| WorldTeams (4)- Jumbo-Visma - Team DSM - Alpecin-Deceuninck - Astana Qazaqstan Team ProTeams (8)- Burgos-BH - Green Project-Bardiani CSF-Faizanè - Team Corratec-Selle Italia - Eolo-Kometa - Bingoal WB - Team Flanders-Baloise - Q36.5 Pro Cycling Team - Tudor Pro Cycling Team Equips continentals (8)- À Bloc CT - Metec-Solarwatt p/b Mantel - Volkerwessels Cycling Team - Allinq Continental Cycling Team - TDT-Unibet - 2023 Bik - Leopard TOGT Pro Cycling - Beat Cycling Club |
| |

## Etapes
| Etapa    | Data       | Ciutats d'etapa             | type                      | Distància (km) | Desnivell (m) | Vencedor de l'etapa | Líder de la general |
| -------- | ---------- | --------------------------- | ------------------------- | -------------- | ------------- | ------------------- | ------------------- |
| Pròleg   | 7 de juny  | Heinkenszand – Heinkenszand | contrarellotge individual | 6,6            | 6 m           | Nils Eekhoff        | Nils Eekhoff        |
| 1a etapa | 8 de juny  | Westkapelle – 's-Heerenhoek | etapa plana               | 202,5          | 197 m         | Yentl Vandevelde    | Nils Eekhoff        |
| 2a etapa | 9 de juny  | Schijndel – Buchten         | etapa plana               | 184,1          | 336 m         | Jakub Mareczko      | Olav Kooij          |
| 3a etapa | 10 de juny | Roosendaal – Roosendaal     | etapa plana               | 194,1          | 218 m         | Arvid de Kleijn     | Olav Kooij          |
| 4a etapa | 11 de juny | Oosterhout – Oosterhout     | etapa plana               | 158,5          | 158 m         | Olav Kooij          | Olav Kooij          |

### Pròleg
| \| Classificació de l'etapa \| Classificació de l'etapa \| Classificació de l'etapa \| Classificació de l'etapa \| Classificació de l'etapa \| \| Corredor \| Corredor \| Equip \| Temps \| \| \| ------------------------ \| ------------------------ \| ------------------------ \| ------------------------ \| ------------------------ \| \| 1r \| Nils Eekhoff \| Team DSM \| 7' 27" \| \| \| 2n \| Alexander Edmondson \| Team DSM \| + 1" \| \| \| 3r \| Olav Kooij \| Jumbo-Visma \| + 1" \| \| \| 4t \| Maikel Zijlaard \| Tudor Pro Cycling Team \| + 3" \| \| \| 5è \| Sam Welsford \| Team DSM \| + 4" \| \| \| 6è \| Cees Bol \| Astana Qazaqstan Team \| + 6" \| \| \| 7è \| Tim Van Dijke \| Jumbo-Visma \| + 8" \| \| \| 8è \| Jos van Emden \| Jumbo-Visma \| + 9" \| \| \| 9è \| Patrick Eddy \| Team DSM \| + 9" \| \| \| 10è \| Noah Vandenbranden \| Team Flanders-Baloise \| + 11" \| \| |                     |                        |        |
| |                     |                        |        |
| Font: ProCyclingStats |                     |                        |        |
| Classificació de l'etapa |                     |                        |        |
| Corredor | Corredor            | Equip                  | Temps  |
| 1r | Nils Eekhoff        | Team DSM               | 7' 27" |
| 2n | Alexander Edmondson | Team DSM               | + 1"   |
| 3r | Olav Kooij          | Jumbo-Visma            | + 1"   |
| 4t | Maikel Zijlaard     | Tudor Pro Cycling Team | + 3"   |
| 5è | Sam Welsford        | Team DSM               | + 4"   |
| 6è | Cees Bol            | Astana Qazaqstan Team  | + 6"   |
| 7è | Tim Van Dijke       | Jumbo-Visma            | + 8"   |
| 8è | Jos van Emden       | Jumbo-Visma            | + 9"   |
| 9è | Patrick Eddy        | Team DSM               | + 9"   |
| 10è | Noah Vandenbranden  | Team Flanders-Baloise  | + 11"  |

| \| Classificació general \| Classificació general \| Classificació general \| Classificació general \| Classificació general \| \| Corredor \| Corredor \| Equip \| Temps \| \| \| --------------------- \| --------------------- \| ---------------------- \| --------------------- \| --------------------- \| \| 1r \| Nils Eekhoff \| Team DSM \| 7' 27" \| \| \| 2n \| Alexander Edmondson \| Team DSM \| + 1" \| \| \| 3r \| Olav Kooij \| Jumbo-Visma \| + 1" \| \| \| 4t \| Maikel Zijlaard \| Tudor Pro Cycling Team \| + 3" \| \| \| 5è \| Sam Welsford \| Team DSM \| + 4" \| \| \| 6è \| Cees Bol \| Astana Qazaqstan Team \| + 6" \| \| \| 7è \| Tim Van Dijke \| Jumbo-Visma \| + 8" \| \| \| 8è \| Jos van Emden \| Jumbo-Visma \| + 9" \| \| \| 9è \| Patrick Eddy \| Team DSM \| + 9" \| \| \| 10è \| Noah Vandenbranden \| Team Flanders-Baloise \| + 11" \| \| |                     |                        |        |
| |                     |                        |        |
| Font: ProCyclingStats |                     |                        |        |
| Classificació general |                     |                        |        |
| Corredor | Corredor            | Equip                  | Temps  |
| 1r | Nils Eekhoff        | Team DSM               | 7' 27" |
| 2n | Alexander Edmondson | Team DSM               | + 1"   |
| 3r | Olav Kooij          | Jumbo-Visma            | + 1"   |
| 4t | Maikel Zijlaard     | Tudor Pro Cycling Team | + 3"   |
| 5è | Sam Welsford        | Team DSM               | + 4"   |
| 6è | Cees Bol            | Astana Qazaqstan Team  | + 6"   |
| 7è | Tim Van Dijke       | Jumbo-Visma            | + 8"   |
| 8è | Jos van Emden       | Jumbo-Visma            | + 9"   |
| 9è | Patrick Eddy        | Team DSM               | + 9"   |
| 10è | Noah Vandenbranden  | Team Flanders-Baloise  | + 11"  |

### 1a etapa
| \| Classificació de l'etapa \| Classificació de l'etapa \| Classificació de l'etapa \| Classificació de l'etapa \| Classificació de l'etapa \| \| Corredor \| Corredor \| Equip \| Temps \| \| \| ------------------------ \| ------------------------ \| -------------------------- \| ------------------------ \| ------------------------ \| \| 1r \| Yentl Vandevelde \| TDT-Unibet \| 4h 21' 52" \| \| \| 2n \| Alexander Konychev \| Team Corratec-Selle Italia \| + 1" \| \| \| 3r \| Bert-Jan Lindeman \| VolkerWessels Cycling Team \| + 6" \| \| \| 4t \| Emiel Vermeulen \| BEAT Cycling Club \| + 6" \| \| \| 5è \| Martijn Rasenberg \| À Bloc CT \| + 6" \| \| \| 6è \| Sam Welsford \| Team DSM \| + 6" \| \| \| 7è \| Arvid de Kleijn \| Tudor Pro Cycling Team \| + 6" \| \| \| 8è \| Matteo Malucelli \| Bingoal WB \| + 6" \| \| \| 9è \| Olav Kooij \| Jumbo-Visma \| + 6" \| \| \| 10è \| Manuel Peñalver \| Burgos-BH \| + 6" \| \| |                    |                            |            |
| |                    |                            |            |
| Font: ProCyclingStats |                    |                            |            |
| Classificació de l'etapa |                    |                            |            |
| Corredor | Corredor           | Equip                      | Temps      |
| 1r | Yentl Vandevelde   | TDT-Unibet                 | 4h 21' 52" |
| 2n | Alexander Konychev | Team Corratec-Selle Italia | + 1"       |
| 3r | Bert-Jan Lindeman  | VolkerWessels Cycling Team | + 6"       |
| 4t | Emiel Vermeulen    | BEAT Cycling Club          | + 6"       |
| 5è | Martijn Rasenberg  | À Bloc CT                  | + 6"       |
| 6è | Sam Welsford       | Team DSM                   | + 6"       |
| 7è | Arvid de Kleijn    | Tudor Pro Cycling Team     | + 6"       |
| 8è | Matteo Malucelli   | Bingoal WB                 | + 6"       |
| 9è | Olav Kooij         | Jumbo-Visma                | + 6"       |
| 10è | Manuel Peñalver    | Burgos-BH                  | + 6"       |

| \| Classificació general \| Classificació general \| Classificació general \| Classificació general \| Classificació general \| \| Corredor \| Corredor \| Equip \| Temps \| \| \| --------------------- \| --------------------- \| --------------------- \| --------------------- \| --------------------- \| \| 1r \| Nils Eekhoff \| Team DSM \| 4h 29' 25" \| \| \| 2n \| Alexander Edmondson \| Team DSM \| + 1" \| \| \| 3r \| Olav Kooij \| Jumbo-Visma \| + 1" \| \| \| 4t \| Sam Welsford \| Team DSM \| + 4" \| \| \| 5è \| Cees Bol \| Astana Qazaqstan Team \| + 6" \| \| \| 6è \| Tim Van Dijke \| Jumbo-Visma \| + 15" \| \| \| 7è \| Joren Bloem \| TDT-Unibet \| + 20" \| \| \| 8è \| Robbe Ghys \| Alpecin-Deceuninck \| + 22" \| \| \| 9è \| Hartthijs de Vries \| TDT-Unibet \| + 22" \| \| \| 10è \| Mark Cavendish \| Astana Qazaqstan Team \| + 23" \| \| |                     |                       |            |
| |                     |                       |            |
| Font: ProCyclingStats |                     |                       |            |
| Classificació general |                     |                       |            |
| Corredor | Corredor            | Equip                 | Temps      |
| 1r | Nils Eekhoff        | Team DSM              | 4h 29' 25" |
| 2n | Alexander Edmondson | Team DSM              | + 1"       |
| 3r | Olav Kooij          | Jumbo-Visma           | + 1"       |
| 4t | Sam Welsford        | Team DSM              | + 4"       |
| 5è | Cees Bol            | Astana Qazaqstan Team | + 6"       |
| 6è | Tim Van Dijke       | Jumbo-Visma           | + 15"      |
| 7è | Joren Bloem         | TDT-Unibet            | + 20"      |
| 8è | Robbe Ghys          | Alpecin-Deceuninck    | + 22"      |
| 9è | Hartthijs de Vries  | TDT-Unibet            | + 22"      |
| 10è | Mark Cavendish      | Astana Qazaqstan Team | + 23"      |

### 2a etapa
| \| Classificació de l'etapa \| Classificació de l'etapa \| Classificació de l'etapa \| Classificació de l'etapa \| Classificació de l'etapa \| \| Corredor \| Corredor \| Equip \| Temps \| \| \| ------------------------ \| ------------------------ \| ---------------------------------- \| ------------------------ \| ------------------------ \| \| 1r \| Jakub Mareczko \| Alpecin-Deceuninck \| 4h 05' 46" \| \| \| 2n \| Olav Kooij \| Jumbo-Visma \| + 0" \| \| \| 3r \| Robbe Ghys \| Alpecin-Deceuninck \| + 0" \| \| \| 4t \| Matteo Malucelli \| Bingoal WB \| + 0" \| \| \| 5è \| Arvid de Kleijn \| Tudor Pro Cycling Team \| + 0" \| \| \| 6è \| Jules Hesters \| Team Flanders-Baloise \| + 0" \| \| \| 7è \| Manuel Peñalver \| Burgos-BH \| + 0" \| \| \| 8è \| Matteo Moschetti \| Q36.5 Pro Cycling Team \| + 0" \| \| \| 9è \| Jesper Rasch \| À Bloc CT \| + 0" \| \| \| 10è \| Filippo Fiorelli \| Green Project-Bardiani CSF-Faizanè \| + 0" \| \| |                  |                                    |            |
| |                  |                                    |            |
| Font: ProCyclingStats |                  |                                    |            |
| Classificació de l'etapa |                  |                                    |            |
| Corredor | Corredor         | Equip                              | Temps      |
| 1r | Jakub Mareczko   | Alpecin-Deceuninck                 | 4h 05' 46" |
| 2n | Olav Kooij       | Jumbo-Visma                        | + 0"       |
| 3r | Robbe Ghys       | Alpecin-Deceuninck                 | + 0"       |
| 4t | Matteo Malucelli | Bingoal WB                         | + 0"       |
| 5è | Arvid de Kleijn  | Tudor Pro Cycling Team             | + 0"       |
| 6è | Jules Hesters    | Team Flanders-Baloise              | + 0"       |
| 7è | Manuel Peñalver  | Burgos-BH                          | + 0"       |
| 8è | Matteo Moschetti | Q36.5 Pro Cycling Team             | + 0"       |
| 9è | Jesper Rasch     | À Bloc CT                          | + 0"       |
| 10è | Filippo Fiorelli | Green Project-Bardiani CSF-Faizanè | + 0"       |

| \| Classificació general \| Classificació general \| Classificació general \| Classificació general \| Classificació general \| \| Corredor \| Corredor \| Equip \| Temps \| \| \| --------------------- \| --------------------- \| --------------------- \| --------------------- \| --------------------- \| \| 1r \| Olav Kooij \| Jumbo-Visma \| 8h 35' 06" \| \| \| 2n \| Nils Eekhoff \| Team DSM \| + 5" \| \| \| 3r \| Alexander Edmondson \| Team DSM \| + 6" \| \| \| 4t \| Sam Welsford \| Team DSM \| + 9" \| \| \| 5è \| Cees Bol \| Astana Qazaqstan Team \| + 11" \| \| \| 6è \| Tim Van Dijke \| Jumbo-Visma \| + 20" \| \| \| 7è \| Hartthijs de Vries \| TDT-Unibet \| + 21" \| \| \| 8è \| Robbe Ghys \| Alpecin-Deceuninck \| + 23" \| \| \| 9è \| Joren Bloem \| TDT-Unibet \| + 25" \| \| \| 10è \| Mark Cavendish \| Astana Qazaqstan Team \| + 28" \| \| |                     |                       |            |
| |                     |                       |            |
| Font: ProCyclingStats |                     |                       |            |
| Classificació general |                     |                       |            |
| Corredor | Corredor            | Equip                 | Temps      |
| 1r | Olav Kooij          | Jumbo-Visma           | 8h 35' 06" |
| 2n | Nils Eekhoff        | Team DSM              | + 5"       |
| 3r | Alexander Edmondson | Team DSM              | + 6"       |
| 4t | Sam Welsford        | Team DSM              | + 9"       |
| 5è | Cees Bol            | Astana Qazaqstan Team | + 11"      |
| 6è | Tim Van Dijke       | Jumbo-Visma           | + 20"      |
| 7è | Hartthijs de Vries  | TDT-Unibet            | + 21"      |
| 8è | Robbe Ghys          | Alpecin-Deceuninck    | + 23"      |
| 9è | Joren Bloem         | TDT-Unibet            | + 25"      |
| 10è | Mark Cavendish      | Astana Qazaqstan Team | + 28"      |

### 3a etapa
| \| Classificació de l'etapa \| Classificació de l'etapa \| Classificació de l'etapa \| Classificació de l'etapa \| Classificació de l'etapa \| \| Corredor \| Corredor \| Equip \| Temps \| \| \| ------------------------ \| ------------------------ \| ---------------------------------- \| ------------------------ \| ------------------------ \| \| 1r \| Arvid de Kleijn \| Tudor Pro Cycling Team \| 4h 16' 35" \| \| \| 2n \| Jakub Mareczko \| Alpecin-Deceuninck \| + 0" \| \| \| 3r \| Matteo Moschetti \| Q36.5 Pro Cycling Team \| + 0" \| \| \| 4t \| Matteo Malucelli \| Bingoal WB \| + 0" \| \| \| 5è \| Jules Hesters \| Team Flanders-Baloise \| + 0" \| \| \| 6è \| Enrico Zanoncello \| Green Project-Bardiani CSF-Faizanè \| + 0" \| \| \| 7è \| Giovanni Lonardi \| Eolo-Kometa \| + 0" \| \| \| 8è \| Filippo Fiorelli \| Green Project-Bardiani CSF-Faizanè \| + 0" \| \| \| 9è \| Alexander Edmondson \| Team DSM \| + 0" \| \| \| 10è \| Mārtiņš Pluto \| À Bloc CT \| + 0" \| \| |                     |                                    |            |
| |                     |                                    |            |
| Font: ProCyclingStats |                     |                                    |            |
| Classificació de l'etapa |                     |                                    |            |
| Corredor | Corredor            | Equip                              | Temps      |
| 1r | Arvid de Kleijn     | Tudor Pro Cycling Team             | 4h 16' 35" |
| 2n | Jakub Mareczko      | Alpecin-Deceuninck                 | + 0"       |
| 3r | Matteo Moschetti    | Q36.5 Pro Cycling Team             | + 0"       |
| 4t | Matteo Malucelli    | Bingoal WB                         | + 0"       |
| 5è | Jules Hesters       | Team Flanders-Baloise              | + 0"       |
| 6è | Enrico Zanoncello   | Green Project-Bardiani CSF-Faizanè | + 0"       |
| 7è | Giovanni Lonardi    | Eolo-Kometa                        | + 0"       |
| 8è | Filippo Fiorelli    | Green Project-Bardiani CSF-Faizanè | + 0"       |
| 9è | Alexander Edmondson | Team DSM                           | + 0"       |
| 10è | Mārtiņš Pluto       | À Bloc CT                          | + 0"       |

| \| Classificació general \| Classificació general \| Classificació general \| Classificació general \| Classificació general \| \| Corredor \| Corredor \| Equip \| Temps \| \| \| --------------------- \| --------------------- \| --------------------- \| --------------------- \| --------------------- \| \| 1r \| Olav Kooij \| Jumbo-Visma \| 12h 51' 41" \| \| \| 2n \| Nils Eekhoff \| Team DSM \| + 5" \| \| \| 3r \| Alexander Edmondson \| Team DSM \| + 6" \| \| \| 4t \| Sam Welsford \| Team DSM \| + 9" \| \| \| 5è \| Cees Bol \| Astana Qazaqstan Team \| + 11" \| \| \| 6è \| Tim Van Dijke \| Jumbo-Visma \| + 20" \| \| \| 7è \| Hartthijs de Vries \| TDT-Unibet \| + 21" \| \| \| 8è \| Robbe Ghys \| Alpecin-Deceuninck \| + 23" \| \| \| 9è \| Joren Bloem \| TDT-Unibet \| + 25" \| \| \| 10è \| Mark Cavendish \| Astana Qazaqstan Team \| + 28" \| \| |                     |                       |             |
| |                     |                       |             |
| Font: ProCyclingStats |                     |                       |             |
| Classificació general |                     |                       |             |
| Corredor | Corredor            | Equip                 | Temps       |
| 1r | Olav Kooij          | Jumbo-Visma           | 12h 51' 41" |
| 2n | Nils Eekhoff        | Team DSM              | + 5"        |
| 3r | Alexander Edmondson | Team DSM              | + 6"        |
| 4t | Sam Welsford        | Team DSM              | + 9"        |
| 5è | Cees Bol            | Astana Qazaqstan Team | + 11"       |
| 6è | Tim Van Dijke       | Jumbo-Visma           | + 20"       |
| 7è | Hartthijs de Vries  | TDT-Unibet            | + 21"       |
| 8è | Robbe Ghys          | Alpecin-Deceuninck    | + 23"       |
| 9è | Joren Bloem         | TDT-Unibet            | + 25"       |
| 10è | Mark Cavendish      | Astana Qazaqstan Team | + 28"       |

### 4a etapa
| \| Classificació de l'etapa \| Classificació de l'etapa \| Classificació de l'etapa \| Classificació de l'etapa \| Classificació de l'etapa \| \| Corredor \| Corredor \| Equip \| Temps \| \| \| ------------------------ \| ------------------------ \| ---------------------------------- \| ------------------------ \| ------------------------ \| \| 1r \| Olav Kooij \| Jumbo-Visma \| 3h 27' 06" \| \| \| 2n \| Sam Welsford \| Team DSM \| + 0" \| \| \| 3r \| Jakub Mareczko \| Alpecin-Deceuninck \| + 0" \| \| \| 4t \| Arvid de Kleijn \| Tudor Pro Cycling Team \| + 0" \| \| \| 5è \| Yoeri Havik \| BEAT Cycling Club \| + 0" \| \| \| 6è \| Matteo Malucelli \| Bingoal WB \| + 0" \| \| \| 7è \| Jules Hesters \| Team Flanders-Baloise \| + 0" \| \| \| 8è \| Giovanni Lonardi \| Eolo-Kometa \| + 0" \| \| \| 9è \| Manuel Peñalver \| Burgos-BH \| + 0" \| \| \| 10è \| Filippo Fiorelli \| Green Project-Bardiani CSF-Faizanè \| + 0" \| \| |                  |                                    |            |
| |                  |                                    |            |
| Font: ProCyclingStats |                  |                                    |            |
| Classificació de l'etapa |                  |                                    |            |
| Corredor | Corredor         | Equip                              | Temps      |
| 1r | Olav Kooij       | Jumbo-Visma                        | 3h 27' 06" |
| 2n | Sam Welsford     | Team DSM                           | + 0"       |
| 3r | Jakub Mareczko   | Alpecin-Deceuninck                 | + 0"       |
| 4t | Arvid de Kleijn  | Tudor Pro Cycling Team             | + 0"       |
| 5è | Yoeri Havik      | BEAT Cycling Club                  | + 0"       |
| 6è | Matteo Malucelli | Bingoal WB                         | + 0"       |
| 7è | Jules Hesters    | Team Flanders-Baloise              | + 0"       |
| 8è | Giovanni Lonardi | Eolo-Kometa                        | + 0"       |
| 9è | Manuel Peñalver  | Burgos-BH                          | + 0"       |
| 10è | Filippo Fiorelli | Green Project-Bardiani CSF-Faizanè | + 0"       |

## Classificacions finals

### Classificació general
| \| Classificació general \| Classificació general \| Classificació general \| Classificació general \| Classificació general \| \| Corredor \| Corredor \| Equip \| Temps \| \| \| --------------------- \| --------------------- \| --------------------- \| --------------------- \| --------------------- \| \| 1r \| Olav Kooij \| Jumbo-Visma \| 16h 18' 37" \| \| \| 2n \| Sam Welsford \| Team DSM \| + 13" \| \| \| 3r \| Nils Eekhoff \| Team DSM \| + 15" \| \| \| 4t \| Alexander Edmondson \| Team DSM \| + 16" \| \| \| 5è \| Cees Bol \| Astana Qazaqstan Team \| + 21" \| \| \| 6è \| Tim Van Dijke \| Jumbo-Visma \| + 30" \| \| \| 7è \| Robbe Ghys \| Alpecin-Deceuninck \| + 33" \| \| \| 8è \| Joren Bloem \| TDT-Unibet \| + 35" \| \| \| 9è \| Mark Cavendish \| Astana Qazaqstan Team \| + 38" \| \| \| 10è \| Hartthijs de Vries \| TDT-Unibet \| + 41" \| \| |                     |                       |             |
| |                     |                       |             |
| Font: ProCyclingStats |                     |                       |             |
| Classificació general |                     |                       |             |
| Corredor | Corredor            | Equip                 | Temps       |
| 1r | Olav Kooij          | Jumbo-Visma           | 16h 18' 37" |
| 2n | Sam Welsford        | Team DSM              | + 13"       |
| 3r | Nils Eekhoff        | Team DSM              | + 15"       |
| 4t | Alexander Edmondson | Team DSM              | + 16"       |
| 5è | Cees Bol            | Astana Qazaqstan Team | + 21"       |
| 6è | Tim Van Dijke       | Jumbo-Visma           | + 30"       |
| 7è | Robbe Ghys          | Alpecin-Deceuninck    | + 33"       |
| 8è | Joren Bloem         | TDT-Unibet            | + 35"       |
| 9è | Mark Cavendish      | Astana Qazaqstan Team | + 38"       |
| 10è | Hartthijs de Vries  | TDT-Unibet            | + 41"       |

### Classificacions secundàries
| Classificació per punts | Classificació per punts | Classificació per punts | Classificació per punts | Classificació per punts |
| Corredor                | Corredor                | Equip                   | Punts                   |                         |
| ----------------------- | ----------------------- | ----------------------- | ----------------------- | ----------------------- |
| 1r                      | Olav Kooij              | Jumbo-Visma             | 39 pts                  |                         |
| 2n                      | Jakub Mareczko          | Alpecin-Deceuninck      | 37 pts                  |                         |
| 3r                      | Arvid de Kleijn         | Tudor Pro Cycling Team  | 33 pts                  |                         |
| 4t                      | Matteo Malucelli        | Bingoal WB              | 24 pts                  |                         |
| 5è                      | Sam Welsford            | Team DSM                | 23 pts                  |                         |
| 6è                      | Jules Hesters           | Team Flanders-Baloise   | 15 pts                  |                         |
| 7è                      | Nils Eekhoff            | Team DSM                | 15 pts                  |                         |
| 8è                      | Yentl Vandevelde        | TDT-Unibet              | 15 pts                  |                         |
| 9è                      | Alexander Edmondson     | Team DSM                | 14 pts                  |                         |
| 10è                     | Matteo Moschetti        | Q36.5 Pro Cycling Team  | 13 pts                  |                         |

| Classificació per punts | Classificació per punts | Classificació per punts | Classificació per punts | Classificació per punts |
| Corredor                | Corredor                | Equip                   | Punts                   |                         |
| ----------------------- | ----------------------- | ----------------------- | ----------------------- | ----------------------- |
| 1r                      | Olav Kooij              | Jumbo-Visma             | 39 pts                  |                         |
| 2n                      | Jakub Mareczko          | Alpecin-Deceuninck      | 37 pts                  |                         |
| 3r                      | Arvid de Kleijn         | Tudor Pro Cycling Team  | 33 pts                  |                         |
| 4t                      | Matteo Malucelli        | Bingoal WB              | 24 pts                  |                         |
| 5è                      | Sam Welsford            | Team DSM                | 23 pts                  |                         |
| 6è                      | Jules Hesters           | Team Flanders-Baloise   | 15 pts                  |                         |
| 7è                      | Nils Eekhoff            | Team DSM                | 15 pts                  |                         |
| 8è                      | Yentl Vandevelde        | TDT-Unibet              | 15 pts                  |                         |
| 9è                      | Alexander Edmondson     | Team DSM                | 14 pts                  |                         |
| 10è                     | Matteo Moschetti        | Q36.5 Pro Cycling Team  | 13 pts                  |                         |

| Classificació per equips | Classificació per equips | Classificació per equips | Classificació per equips |
| Equip                    | Equip                    | Temps                    |                          |
| ------------------------ | ------------------------ | ------------------------ | ------------------------ |
| 1r                       | Team DSM                 | 48h 56' 41"              |                          |
| 2n                       | TDT-Unibet               | + 1' 21"                 |                          |
| 3r                       | Alpecin-Deceuninck       | + 1' 26"                 |                          |
| 4t                       | Tudor Pro Cycling Team   | + 1' 27"                 |                          |
| 5è                       | Jumbo-Visma              | + 1' 35"                 |                          |
| 6è                       | Team Flanders-Baloise    | + 2' 16"                 |                          |
| 7è                       | Beat Cycling Club        | + 2' 19"                 |                          |
| 8è                       | Eolo-Kometa              | + 2' 42"                 |                          |
| 9è                       | Bingoal WB               | + 2' 46"                 |                          |
| 10è                      | Q36.5 Pro Cycling Team   | + 2' 53"                 |                          |

| Classificació per equips | Classificació per equips | Classificació per equips | Classificació per equips |
| Equip                    | Equip                    | Temps                    |                          |
| ------------------------ | ------------------------ | ------------------------ | ------------------------ |
| 1r                       | Team DSM                 | 48h 56' 41"              |                          |
| 2n                       | TDT-Unibet               | + 1' 21"                 |                          |
| 3r                       | Alpecin-Deceuninck       | + 1' 26"                 |                          |
| 4t                       | Tudor Pro Cycling Team   | + 1' 27"                 |                          |
| 5è                       | Jumbo-Visma              | + 1' 35"                 |                          |
| 6è                       | Team Flanders-Baloise    | + 2' 16"                 |                          |
| 7è                       | Beat Cycling Club        | + 2' 19"                 |                          |
| 8è                       | Eolo-Kometa              | + 2' 42"                 |                          |
| 9è                       | Bingoal WB               | + 2' 46"                 |                          |
| 10è                      | Q36.5 Pro Cycling Team   | + 2' 53"                 |                          |

## Evolució de les classificacions
| Etapa              | Vencedor           | Classificació general | Classificació per punts | Classificació dels joves | Classificació per equips |
| ------------------ | ------------------ | --------------------- | ----------------------- | ------------------------ | ------------------------ |
| P                  | Nils Eekhoff       | Nils Eekhoff          | Nils Eekhoff            | Olav Kooij               | Team DSM                 |
| 1                  | Yentl Vandevelde   | Nils Eekhoff          | Nils Eekhoff            | Olav Kooij               | Team DSM                 |
| 2                  | Jakub Mareczko     | Olav Kooij            | Olav Kooij              | Olav Kooij               | Team DSM                 |
| 3                  | Arvid de Kleijn    | Olav Kooij            | Jakub Mareczko          | Olav Kooij               | Team DSM                 |
| 4                  | Olav Kooij         | Olav Kooij            | Olav Kooij              | Olav Kooij               | Team DSM                 |
| Classifiche finali | Classifiche finali | Olav Kooij            | Olav Kooij              | Olav Kooij               | Team DSM                 |